# Frank de Jager
Frank de Jager (Amsterdam, 13 juni 1919 – Eindhoven, 2 december 2011) was een Nederlands elektrotechnisch ingenieur. 
De Jager begon met zijn studie elektrotechniek aan de Technische Hoogeschool van Delft, maar door de oorlog kwam de studie tot een geforceerd einde. Hij behaalde in 1946 alsnog zijn ingenieursdiploma onder begeleiding van professor L.H.M. Huydts. Hij werd onderzoeker bij het Philips Natuurkundig Laboratorium (NatLab) op het gebied van tele-communicatie. Hij heeft belangrijke bijdragen gedaan op het gebied van, onder andere, vocoders en delta-modulatie. Hij werd benoemd tot erelid van het Nederlands Elektronica en Radio Genootschap (NERG).